# A Brasileira (Porto)
A Brasileira è uno dei caffè più emblematici della città di Porto, in Portogallo.
Si trova in rua Sá da Bandeira, nel centro della città (a Baixa) e, sulla base di un progetto dell'architetto Francisco de Oliveira Ferreira, si presenta con una facciata ornata di una imponente tettoia di ferro battuto e vetro, e un interno con marmi, cristalli, azulejos e mobili di cuoio.

## Storia
Il caffè è stata fondato da Adrian Teles, farmacista di Porto che da giovane decise di tentare la fortuna emigrando in Brasile alla fine del XIX secolo dove si arricchì grazie al commercio del caffè. Una volta tornato in Portogallo, si specializzò nella torrefazione e fondò A Brasileira ("Il brasiliano") che aprì il 4 maggio 1903 con l'obiettivo di diffondere il proprio marchio di caffè, in un momento in cui la città non aveva l'abitudine di bere il caffè in pubblico.
Per motivi finanziari, il caffè chiuse nel febbraio 2013.